# Шубин, Лев Алексеевич
Лев Алексеевич Шубин (1928—1983) — советский литературовед, посвятивший жизнь исследованию творчества А. П. Платонова, старший редактор издательства «Советский писатель».

## Биография
Окончил филологический факультет МГПИ. В 1952 году женился на студентке того же вуза Г. А. Белой. Позднее она вспоминала, как в 1953 году вместе с директором МГПИ Д. А. Поликарповым они всей студенческой группой отправились на похороны Сталина. От гибели их спас Лев Шубин, который благодаря прекрасному знанию Москвы смог вывести проходными дворами всю группу с Трубной площади.
К окончанию МГПИ у Л. А. Шубина было несколько рекомендаций в аспирантуру, но Д. А. Поликарпов своим волевым решением направил его на работу в школу. Шубину предстояло стать завучем в 23-й школе, подшефной МГПИ. Склонностей к педагогической деятельности в средней школе у Л. А. Шубина не было. По словам первой жены: «Он страшно смущался, робел перед школьниками». Одновременно с Г. А. Белой Лев Алексеевич поступил в аспирантуру Института мировой литературы, но в отличие от неё кандидатскую диссертацию не защитил. Вскоре он перешёл на работу в издательство «Советский писатель», где проработал до конца жизни.
Дружил с литераторами-диссидентами А. А. Якобсоном и А. В. Белинковым.

### Вклад в платоноведение
Статья Л. Шубина 1967 года «Андрей Платонов. (О творчестве писателя)» заложила основы изучения творчества этого автора, «послужила точкой отсчета для последующих работ». Она была посвящена исследованию творчества писателя в контексте истории: «Чудо Платонова надо осознать исторически» — формулировал Шубин. После публикации первой программной статьи Л. А. Шубин начал готовить книгу о Платонове. В архиве Шубина сохранилась ранняя редакция первых глав книги и более поздняя редакция двух первых глав, полностью законченных и отделанных, которые были опубликованы в посмертном сборнике работ Шубина «Поиски смысла отдельного и общего существования». Завершить задуманную книгу Шубин не успел. Последний её план датирован сентябрём 1983 года. Законченные главы книги и главы из первого варианта рукописи опубликованы Е. Д. Шубиной — вдовой Л. А. Шубина — после его смерти.

### Работа в издательстве
Шубин в течение многих лет работал в издательстве «Советский писатель» сначала в качестве редактора, позднее старшего редактора. Он редактировал книги К. И. Чуковского, литературоведческую работу о Паустовском, монографию В. В. Кожинова о происхождении романа, книгу о творчестве И. Я. Франко, воспоминания об Э. Г. Казакевиче и многие другие. Работа редактором, многочисленные попытки провести через цензуру книги, хоть немного выбивающиеся за рамки «дозволенного», состояли из побед и поражений, борьбы и компромиссов. Шубин любил повторять: «мы взялись за шахматную партию с чёртом, и что бы мы ни делали, всё равно проиграем», несмотря на этот пессимистический прогноз, «победы» бывали.

#### Победы
Шубин «на всех этапах […] был первым лицом в редакции, помогавшим успеху дела» по переизданию книги М. М. Бахтина «Проблемы поэтики Достоевского». Наилучшим редактором книги был бы Л. А. Шубин — но, вероятно, в стремлении подстраховаться издательство приглашает редактора со стороны и, по совету Шубина, эту роль предложили С. Г. Бочарову.
Наталья Белинкова в своих воспоминаниях пишет, что вторым изданием книги А. В. Белинкова «Юрий Тынянов» занимались сотрудники в редакции критики и литературоведения издательства «Советский писатель» Марина Малхазова, секретарь редакции Маира Акмальдинова и старший редактор Лев Шубин: «Все трое стали добровольными сообщниками, а потом и преданными друзьями Аркадия. Если бы не они, то второго издания, в том виде, как оно осуществлено, не было бы». Лев Шубин координировал действия А. Белинкова и М. Малхазовой. По мнению Н. Белинковой, с именем Льва Шубина «был связан прорыв через цензуру второго издания „Юрия Тынянова“».
А. М. Марченко, рассказывая о судьбе своей книги «Поэтический мир Есенина», говорит: «Если бы не Шубин, я бы отступилась». Первоначально, осенью 1965 года, рукопись попала издательство «Художественная литература». Там на неё положительную внутреннюю рецензию дал А. Д. Синявский — по совпадению за несколько дней до ареста. Книга стала столь же одиозной, как и похваливший её рецензент. Чтобы спасти её, Ю. Г. Буртин передал рукопись Шубину в издательство «Советский писатель», где была опубликована через 7 лет.
Шубин был первым редактором книги О. Э. Мандельштама «Слово и культура». Составитель книги П. М. Нерлер вспоминал первого редактора с большой благодарностью («моим союзником был редактор Лев Шубин»). Книга была опубликована уже после смерти Шубина, и его имя значится в примечаниях в траурной рамке.

#### Компромиссы
Лидия Яновская сообщает, что: «Все, что по мнению редактора Л. А. Шубина и заведующей редакцией М. Я. Малхазовой могло вызвать возражения этих высоких инстанций [и Главлит, и партийные органы], было беспощадно вымарано с моего терпеливого согласия» из её книги «Творческий путь Михаила Булгакова».
К. И. Чуковский писал в своём дневнике, что, по его мнению, именно Л. А. Шубин указал вышестоящим редакторам издательства, что после изъятии главки о Солженицыне из книги Корнея Ивановича «Высокое искусство» упоминания запретного автора сохранились в последующем тексте.

#### Поражения
Книга В. Ф. Огнёва «Поэзия и современность», будучи изданной в «Советском писателе», была уничтожена («пошла под нож») по требованию вышестоящих органов. Шубин, возвращаясь домой из издательства, обнаружил у букинистов один экземпляр только что изъятой книги. Это была книга, украденная кем-то из типографии. Шубин купил её и подарил Огнёву.

### Семья
- Первая жена — Галина Андреевна Белая (1931—2004) — литературовед, с 1991 года — декан историко-филологического факультета РГГУ. Развелись в 1975 году[24].
  - Дочь — Марина, окончила Физико-технический институт, кандидат наук, преподаватель в Плехановской академии[24].
- Вторая жена — Елена Даниловна Шубина (урожденная Полякова[25]) — руководитель «редакции Елены Шубиной» в издательстве «АСТ»[26]. После публикации работ Льва Алексеевича по Платонову подготовила совместно с Н. В. Корниенко книги: в 1989 году — «Андрей Платонов: Воспоминания современников. Материалы к биографии», в 1994 году — «Андрей Платонов: Мир творчества» (сборник важнейших статей о А. П. Платонове). Она же — составитель и редактор сборника «Андрей Платонов. „Я прожил жизнь…“. Письма. 1920—1950».

## Отзывы современников о Л. А. Шубине
- Алла Марченко (литературовед) — «… плетью-де обуха не перешибешь. К счастью, в отличие от меня, в мудрость русской поговорки Лев Алексеевич не верил, ему больше нравилась латинская: капля камень долбит»[27] (о взаимоотношениях с цензурой).
- М. Ю. Михеев (специалист по А. П. Платонову) — «работы таких платоновских „первооткрывателей“, как Лев Шубин, Сергей Бочаров, Елена Толстая-Сегал, Иосиф Бродский, написанные ещё в начале 1970—1980-х гг., и на сегодня остаются во многом непревзойденными»[28].
- Г. А. Белая — «ненависть к советской власти разрушила его [Л. А. Шубина] жизнь»[24].

### Прижизненные публикации
- Шубин Л. А. Платонов А. П. // Краткая литературная энциклопедия / глав. ред. А. А. Сурков. — Москва: Советская энциклопедия, 1968. — Т. 5 (Мурари — Припев). — 976 с. — (Энциклопедии. Словари. Справочники).
- Шубин Л. А. Платонов Андрей Платонович // Большая советская энциклопедия
- Шубин Л. А. Гуманизм Достоевского и «достоевщина» // Вопросы литературы,. — 1965. — № 1.
- Шубин Л. А. Андрей Платонов. (О творчестве писателя) // Вопросы литературы. — 1967. — № 6. — С. 26—54.
- Шубин Л. А. Критическая проза Андрея Платонова // Размышления читателя. — 1970.
- Шубин Л. А. «Чтобы завещанное им слово не убывало…» [Рец. на сборник: Творчество Андрея Платонова. Воронеж : Изд-во Воронежского ун-та, 1970] // Вопросы литературы. — 1972. — № 2.
- Шубин Л. А. Созревающее время. Заметки о творчестве А. Платонова // Детская литература. — 1980. — № 10. — С. 31—34.
- Шубин Л. А. Начало сознания: о публицистике Андрея Платонова воронежского периода // Литературное обозрение. — 1981. — № 9.

### Посмертные публикации
- Шубин Л. А. Первая школа искусства жить. Истоки творчества Андрея Платонова // Вопросы литературы. — 1984. — № 1.
- Шубин Л. А. Поиски смысла отдельного и общего существования. Об А. Платонове. Работы разных лет. — Москва: Советский писатель, 1987. — 365 с. — 14 000 экз.
- Шубин Л. Горят ли рукописи? Или о трудностях диалога писателя с обществом: (О творчестве М. А. Булгакова и А. Платонова.) // Нева. — 1988. — № 5. — С. 164—178. То же: Суровая драма народа. — М., 1989. — С. 446—468.
- Шубин Л. А. Сказка про усомнившегося Макара. Опыт сатирической мысли // Литературное обозрение. — 1987. — № 8.
- Шубин Л. А. Сказка про усомнившегося Макара. Опыт сатирической мысли // Перспектива–89. Советская литература сегодня. — Москва: Советский писатель, 1989.
- Шубин Л. А. Градовская школа философии // Литературное обозрение. — 1989. — № 9.
- Шубин Л. А. Градовская школа философии // Андрей Платонов. Мир творчества. — Москва: Современный писатель, 1994.
- Шубин Л. А. Андрей Платонов // Чевенгур / сост., вступ. ст., комм. Е. А. Яблокова. — Москва: Высшая школа, 1991. — С. 413—450.
- Шубин Л. А. Человек и его дело, или Как быть писателем // Взгляд. Критика. Полемика. Публикации / сост., вступ. ст., комм. Е. А. Яблоков. — Москва: Советский писатель, 1991. — Т. 3.